# فاسبرگ
فاسبرگ (به آلمانی: Faßberg) یک شهر در آلمان است که در Celle واقع شده است. فاسبرگ ۷٬۲۲۰ نفر جمعیت دارد.